# Wilhelm Grewe
Wilhelm Georg Grewe (* 16. Oktober 1911 in Hamburg; † 11. Januar 2000 in Bonn) war ein deutscher Rechtswissenschaftler und Diplomat. Er lehrte als Professor des Völkerrechts. Er ist Verfasser des Standardwerks Epochen der Völkerrechtsgeschichte (1984). Von ihm stammt die Idee der so genannten Hallstein-Doktrin.

## Akademische Laufbahn
Wilhelm G. Grewe, Sohn des Kaufmanns Wilhelm G. Grewe und dessen Ehefrau, eine geborene Schultz, studierte nach dem Abitur von 1930 bis 1934 Rechtswissenschaft in Hamburg, Berlin, Freiburg und Frankfurt am Main. Er trat drei Monate nach der Machtergreifung der Nationalsozialisten zum 1. Mai 1933 der NSDAP bei (Mitgliedsnummer 3.125.858). Nach seinem Referendarexamen war er Assistent von Ernst Forsthoff an der Universität Hamburg und wurde 1936 mit der Doktorarbeit Gnade und Recht zum Dr. jur. promoviert. Von 1936 bis 1937 war er an der Universität Königsberg und von 1937 bis 1939 am Deutschen Institut für außenpolitische Forschung in Berlin tätig, wo er die Abteilung Internationales Recht leitete. 1937 publizierte er die Abhandlung Wehrbereitschaft und Verfassungsrecht. 1939 legte Grewe in Berlin sein Assessorexamen ab. Ab 1941 lehrte er als Dozent für Völkerrecht und Staatsrecht an der gleichgeschalteten Deutschen Hochschule für Politik in Berlin, die ab 1940 in die neue Auslandswissenschaftliche Fakultät der Friedrich-Wilhelms-Universität in Berlin integriert worden war. Thema seiner Vorlesungen waren die Rechtsgrundlagen der Außenpolitik.
1941 habilitierte sich Grewe mit einer Schrift, die später Teil seines Buches Epochen der Völkerrechtsgeschichte werden sollte. Er wurde 1943 zum außerordentlichen Professor an der Universität Berlin ernannt.
Nach dem Zweiten Weltkrieg war Grewe von 1945 bis 1947 Ordinarius für öffentliches Recht und Völkerrecht an der Georg-August-Universität Göttingen. Er wurde 1947 als Ordinarius und Professor für Staats-, Verwaltungs und Völkerrecht an die Universität Freiburg im Breisgau berufen.
Grewe verfasste zahlreiche Bücher und Aufsätze, die neben juristischen auch historische und politische Aspekte berücksichtigen. Sein Hauptwerk bleiben die Epochen der Völkerrechtsgeschichte, die 1984 erstmals erschienen (geschrieben 1944), ergänzt um ein Kapitel zur Nachkriegszeit, doch ohne ein Wort über den Völkermord. Im Jahr 1984 wurde er Mitglied des Internationalen Schiedsgerichtshofs von Den Haag. Von 1988 bis 1995 edierte er in Zusammenarbeit mit dem Institut für Internationales Recht an der Freien Universität Berlin vier Quellenbände zu den Institutionen des Völkerrechts und seiner Geschichte bis in die heutige Zeit.
Er wurde zum Ehrendoktor ernannt.

## Politische Laufbahn
Konrad Adenauer, Bundeskanzler seit September 1949, berief Grewe als Völkerrechtsexperten in seinen Beraterstab. Dadurch erhielt Grewe wesentlichen Einfluss auf die Außenpolitik der Nachkriegszeit (zumal Adenauer ab dem 15. März 1951 in Personalunion auch das Amt des Außenministers innehatte). 1953 wurde Grewe kommissarischer Leiter der Rechtsabteilung, 1955 als Ministerialdirektor der Leiter der Politischen Abteilung des Auswärtigen Amtes und Mitbegründer der Deutschen Gesellschaft für Auswärtige Politik (DGAP)
Von 1951 bis 1955 leitete Grewe die deutsche Delegation und prägte maßgeblich die Verhandlungen um die Beendigung des Besatzungsstatuts, die zur Unterzeichnung des Generalvertrages/Deutschlandvertrags führten. Dadurch wurden die Beziehungen der Bundesrepublik Deutschland zu den USA, zu Großbritannien und Frankreich völkerrechtlich abgesichert, in Art. 7 dieses Vertrages wurde das Ziel der Wiedervereinigung Deutschlands ausdrücklich festgelegt. Grewe hatte außerdem wesentlichen Anteil an der Ausarbeitung und Formulierung der Hallstein-Doktrin.
Ab 1958 war Grewe deutscher Botschafter, zunächst bis 1962 in Washington, D.C., von 1962 bis 1971 Ständiger Vertreter beim NATO-Rat in Paris und Brüssel, anschließend bis 1976 in Tokio, und ab 1974 zugleich für die Mongolische Volksrepublik. 1976 ging er in den Ruhestand.
Grewe forderte nach dem Bau der Berliner Mauer (1961) eine harte Reaktion der Westmächte; es gab Differenzen mit dem damaligen US-Präsident John F. Kennedy.
Grewe wurde mit dem Großen Bundesverdienstkreuz mit Stern ausgezeichnet. 1957 erhielt er das Große Goldene Ehrenzeichen mit dem Stern für Verdienste um die Republik Österreich. Zu seinem 70. Geburtstag erschien eine Grewe gewidmete Festschrift mit dem Titel Im Dienste Deutschlands und des Rechts.

## Abberufung vom Botschafter-Posten in Washington
Wilhelm G. Grewe beschrieb seine Abberufung in seinen Memoiren wie folgt:
Am 9. April 1962 übergaben Foy D. Kohler (ein Vertrauter von Außenminister Dean Rusk) und ein weiterer hoher Beamter des State Department ihm (Grewe) persönlich mehrere Papiere, darunter neue Vorschläge zur Beilegung der Konfrontation in Berlin. Die Bundesregierung sollte innerhalb von 48 Stunden dazu Stellung nehmen.
Am 12. April (also nach Ablauf der Antwortfrist) fand unter Vorsitz Adenauers im Zimmer des CDU-Fraktionsvorsitzenden Heinrich von Brentano eine Sitzung statt, in der Außenminister Gerhard Schröder und sein Staatssekretär Karl Carstens die Spitzen der Bundestagsfraktionen über den Inhalt der Papiere unterrichteten. Für die SPD nahm der SPD-Vorsitzende Erich Ollenhauer teil und für die FDP Erich Mende.
Adenauers Vertrauter Heinrich Krone schrieb in sein Tagebuch: „Das Gespräch in Brentanos Zimmer war die Sensation des Tages. Wahres, Falsches, Kombinationen mancher Art, vor allem, dass es Fragen von entscheidender Bedeutung sein müssten, wenn der Kanzler die Fraktionsvorsitzenden in dieser Aufsehen erregenden Form zusammenbat und unterrichtete – das alles ging wie ein Lauffeuer durch den Bundestag.“
Am Abend des 13. April berichtete der Deutschlandfunk über die vertrauliche Sitzung und zitierte aus dem US-Papier; am folgenden Morgen druckten mehrere Zeitungen Auszüge. Kennedy war sehr verärgert.
Grewe stritt jede Beteiligung an der Veröffentlichung ab. Im Mai 1962 wurde ein Nachfolger für ihn benannt (Karl-Heinrich Knappstein) und er als NATO-Botschafter designiert.

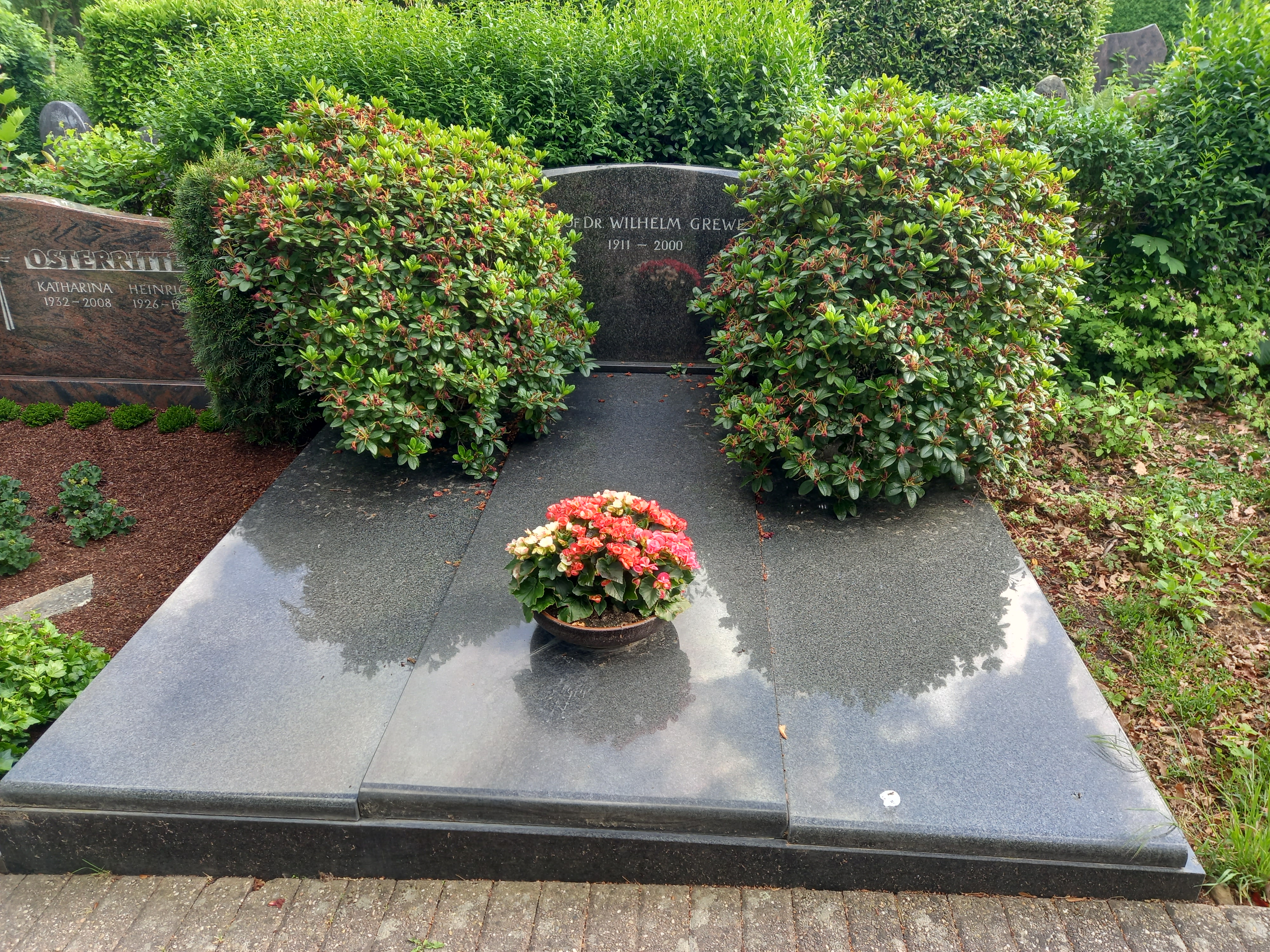
Das Grab von Wilhelm Grewe auf dem Friedhof Thomasberg in Königswinter

## Privates
Ab 1958 war Wilhelm Grewe in zweiter Ehe mit Gerty Grewe, geborene Winter, verheiratet. Er hat zwei Kinder sowie Töchter aus seiner ersten, 1943 geschlossenen Ehe mit Marianne Grewe-Partsch, geborene Partsch.

## Schriften (Auswahl)
- Gnade und Recht. Hanseatische Verlagsanstalt, Hamburg 1936.
- Ein Besatzungsstatut für Deutschland. Koehler, Stuttgart 1948.
- Deutsche Außenpolitik der Nachkriegszeit. Deutsche Verlags-Anstalt, Stuttgart 1960.
- Spiel der Kräfte in der Weltpolitik. Theorie und Praxis der internationalen Beziehungen (= Ullstein Buch. Band 33018). Econ Verlag, Berlin 1970, ISBN 3-548-33018-5.
- Rückblenden: 1976–1951. Propyläen, Frankfurt am Main/Berlin/Wien 1979, ISBN 3-549-07387-9.
- Epochen der Völkerrechtsgeschichte. Nomos, Baden-Baden 1984; 2., unveränderte Auflage 1988, ISBN 3-7890-1608-X, englische Fassung The epochs of international law, Übersetzung Michael Byers, Berlin; New York: de Gruyter 2000, ISBN 978-3-11-015339-2.
- Die Jahre der Entscheidung – Von der Besatzungsherrschaft zur Souveränität der Bundesrepublik Deutschland. In: Manfred Funke (Hrsg.): Entscheidung für den Westen. Vom Besatzungsstatut zur Souveränität der Bundesrepublik 1949–1955. Bouvier, Bonn 1988, ISBN 3-416-04007-4, S. 93–113.
- Machtprojektionen und Rechtsschranken. Essays aus vier Jahrzehnten über Verfassungen, politische Systeme und internationale Strukturen. Nomos, Baden-Baden 1991, ISBN 3-7890-1984-4.